# Hemibeltrania echinulata
Hemibeltrania echinulata är en svampart som beskrevs av P.M. Kirk 1983. Hemibeltrania echinulata ingår i släktet Hemibeltrania, divisionen sporsäcksvampar och riket svampar.   Inga underarter finns listade i Catalogue of Life.